# Torre 300
Torre 300 es un edificio ubicado en Avenida Santa Fe 562, en la alcaldía Cuajimalpa de Morelos; dentro del centro financiero de Santa Fe de la Ciudad de México.
Torre 300 es un edificio destinado a uso residencial de lujo de 51 pisos, el cual cuenta con aproximadamente 37,898.75 metros cuadrados de área rentable total, en los cuales alberga 240 departamentos. El edificio cuenta con servicios mixtos tales como salón de yoga, spa, sauna, vapor, gimnasio, alberca semi-olímpica, sala de cine y un "business center" para reuniones de negocios.
El diseño del edificio estuvo a cargo del arquitecto Teodoro González de León, que fue galardonado con el International Property Awards en la categoría de High Rise Architecture por el proyecto Península Santa Fe; su técnica se caracterizó por trazar nuevas formas en concreto cincelado y por crear una "corriente basada en la honestidad del material", la simpleza en la composición y la abstracción.
La torre está localizada a dos minutos de Plaza Santa Fe, frente al Corporativo Chrysler y Banorte; además colinda con Peninsula Tower y
el Parque La Mexicana. La construcción del complejo residencial inicio en el año 2016 y tuvo por fecha de inauguración el año 2019.

## Detalles del edificio
- Categoría: Habitacional.[1]

- Estructura: Concreto armado

- Altura: 174.8 m.

- Pisos: 51 niveles 37,898.75 m².

- Sótano: 7 niveles 4,075.13 m².

- Estilo: Moderno

- Propietario: Península.

- Arquitecto: Teodoro González de León.

- Estructura: Luis Bozzo Estructuras y Proyectos SL (www.luisbozzo.com)

- Instalaciones Mecanicas (Hidrosanitarias): Ing. Adrian A. Villaseñor Sainz